# Geschichte der Klicklautschreibung
Die Geschichte der Klicklautschreibung stellt die Geschichte der Schreibung der Klicklaute im südlichen Afrika dar. Unterschiedliche Buchstaben sind zu unterschiedlichen Zeiten zur Schreibung dieser Laute in den verschiedenen Sprachen dieser Region als Teile des lateinischen Schriftsystems im Gebrauch gewesen. Die Grundlagen schuf die Missionarin und Bibelübersetzerin Zara Schmelen.
Die aktuellen IPA-Buchstaben wurden von Johann Georg Krönlein entworfen. Sie fanden Verbreitung durch Karl Richard Lepsius und darauffolgend durch Wilhelm Bleek.
Einflussreich waren auch Clement Doke und Douglas Beach, die ein unterschiedliches System verwendeten, das 1921 bis 1989 neben dem System der IPA verwendet wurde.
Die einzelnen Sprachen verwendeten unterschiedliche Orthografien, die gewöhnlich entweder auf dem Lepsius-Alphabet oder auf dem lateinischen Alphabet basieren. Der Gebrauch wechselte mit der Zeit oder zwischen verschiedenen Staaten. Lateinische Buchstaben wie c q x ç haben Großbuchstabenformen, im Gegensatz zu den auf senkrechten Strichformen basierenden Buchstaben ǀ ǃ ǁ ǂ.

## Unterschiedliche Systeme

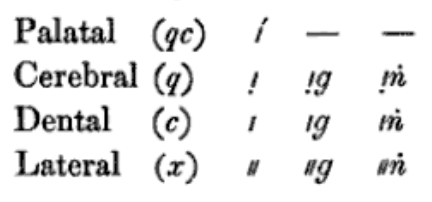
Die Xhosa-Klicklaute im Lepsius-Alphabet von 1854. „ṅ“ ist äquivalent zu [ŋ]. Der senkrechte Strich mit Akut-Akzent wurde bald durch „ǂ“ ersetzt.

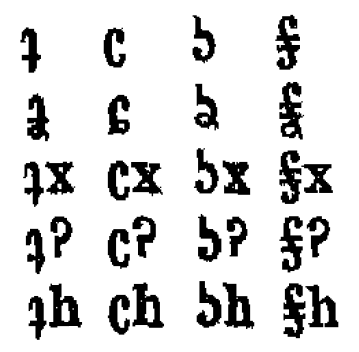
Die Khoekhoegowab-Klicklaute, im Beach-Alphabet von 1938. Die Spalten sind (von links nach rechts): dental, alveolar, lateral und palatal.

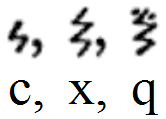
Klicklaut-Buchstaben der norwegischen Mission für die Zulu (1850)

Im frühen 19. Jahrhundert wurden von deutschen und englischen Missionsorganisationen die Buchstaben c q x als Basis zur Schreibung der Klicklaute in Zulu verwendet, die ansonsten für die Schreibung dieser Sprache nicht benötigt wurden. Dies war jedoch allgemein für die Linguistik verwirrend, da jeder dieser Buchstaben auch andere Verwendungen hatte. Es gab verschiedene „Ad-hoc“-Ansätze, Buchstaben für Klicklaute zu schaffen – häufig geometrische und  ikonische Symbole. So verwendete die norwegische Mission für die Zulu ⟨⚡︎⟩ (eine z-ähnliche Zickzacklinie) für c (möglicherweise im Zusammenhang mit dem Gebrauch von sowohl z als auch c für dentale Affrikate), ein verdoppeltes ⚡︎ (eine ξ-ähnliche Zickzacklinie) für x (möglicherweise nicht zufällig, das griechische ξ wird als x transkribiert), und denselben Buchstaben mit einem Trema für q.
Der letztlich erfolgreichste Ansatz war der von Krönlein, der von Lepsius verbreitet wurde. Doke schuf später ein unterschiedliches System, basierend auf einer empirisch inspirierten Auffassung von der Natur der Klicklaute.

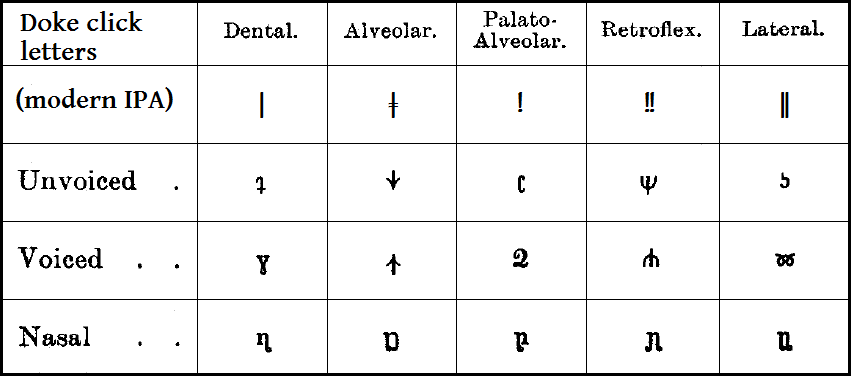
Dokes Orthografie für /ʗhũ̬ː/ (!Xũ, !Xun), 1925. „Alveolar“ (zweite Spalte) entspricht heutigem „palatal“ /[ǂ]/.

|                                | bilabial | dental | alveolar | lateral | palatal  | retroflex |
| ------------------------------ | -------- | ------ | -------- | ------- | -------- | --------- |
| Boyce (1834)                   |          | c      | q        | x       | qc       |           |
| Schreuder (1850)               |          | ⚡︎     | ⚡︎͉̈       | ⚡︎͉      |          |           |
| Lepsius (1854)                 |          | ı      | ı̣        | ıı      | ı́ (A)    |           |
| Tindall (1858)                 |          | c      | q        | x       | v        |           |
| IPA (1921)                     |          | ʇ      | ʗ        | ʖ       |          |           |
| Doke (1925)                    |          | ʇ      | ʗ        | ʖ       | ↆ (B)    | ψ         |
| Engelbrecht (1928)             |          | c      | q        | x       | ç        |           |
| Beach (1938)                   | ʘ (C)    | ʇ      | ʗ        | ʖ       | 𝼋        |           |
| IPA (1989)                     | ʘ        | ǀ      | ǃ        | ǁ       | ǂ        | (D)       |
| Schreibmaschinen-Ersatzzeichen | @        | /      | !        | //      | § oder = |           |

Neben dem Unterschied in der Buchstabengestaltung (Varianten des senkrechten Strichs bei Lepsius, Modifikationen lateinischer Buchstaben bei Doke und Beach) bestand ein konzeptioneller Unterschied:
- Lepsius verwendete einen einzigen Buchstaben als Basis für alle Klicklaute des gleichen Artikulationsortes („Influx“) und fügte einen zweiten Buchstaben oder ein diakritisches Zeichen für die Artikulationsart („Efflux“) hinzu, die er somit als zwei getrennte Laute ansah (den eigentlichen Klick und seinen Begleitlaut). Lepsius erklärte sein System wie folgt: „Das Wesentliche derselben ist die eigenthümliche theilweise Hemmung und sogar Zurückziehung des Hauchs, die uns am besten durch einen einfachen Scheidungsstrich ı ausgedrückt werden zu können scheint. Verbinden wir hiermit unsere gewöhnlichen Klassenzeichen für den Cerebral und den Palatal, so bleibt nur der Lateral übrig, welcher der stärkste Laut ist. Wir bezeichnen ihn durch zwei Striche. Da die damit verbundenen Gutturalen offenbar keine Lauteinheit mit den Schnalzlauten, sondern nur eine Komposition bilden können, so lassen wir sie einfach folgen, wie bei den Diphthongen. So erhalten wir die Uebersicht:“ [Abbildung rechts oben][2][Anm. 1]
- Doke verwendete hingegen je einen eigenen Buchstaben für jeden stimmlosen (Tenuis), stimmhaften und nasalen Klicklaut; somit sah er jeden als unterschiedlichen Konsonanten an, nach dem Vorbild des lateinischen Alphabets, in dem jede homorgane Dreiergruppe von Nicht-Klick-Verschlusslauten ebenfalls als unterschiedliche Konsonanten angesehen werden (p b m, t d n, c j ñ, k g ŋ).

Dokes Buchstaben für nasale Klicklaute basierten auf dem Buchstaben ⟨n⟩, in Fortführung des Musters für die egressiven nasalen Konsonanten ⟨m ɱ n ɲ ɳ ŋ ɴ⟩. Beispielsweise war sein Buchstabe für den dentalen Nasalklicklaut ⟨⟩; der alveolare war ähnlich, aber mit der Windung auf dem linken Bein; der laterale mit Windung auf beiden Beinen; der retoflexe und der palatale waren ɲ, ŋ mit einer Windung auf dem jeweils freien Bein:     
Die Buchstaben der stimmhaften Klicklaute waren individueller gestaltet, einige waren einfach kopfgestellte Versionen der Buchstaben für die entsprechenden stimmlosen Laute. Die Stimmlos-/Stimmhaft-/Paare waren ⟨ʇ ɣ⟩ (der letztere war seinerzeit noch nicht zu IPA als Buchstabe für den stimmhaften velaren Frikativ hinzugefügt worden), ⟨ʗ 𝒬⟩, ⟨ψ ⋔⟩, ähnlich ⟨ↆ⟩ und dessen kopfgestellte Form, und lateral ⟨ʖ⟩ und eine Doppelschleife (kopfgestelltes ꔛ): 

Dokes Buchstaben wurden zur Aufnahme in Unicode vorgeschlagen, über diesen Vorschlag wurde aber bisher nicht abschließend entschieden (Stand März 2020, Unicode-Version 13).
Beach schrieb über Khoekhoegowab und benötigte deshalb keine Buchstaben für stimmhafte Klicklaute; er entwarf Buchstaben für nasale Klicklaute, indem er eine Windung unten an den Buchstaben für die stimmlosen Klicklaute anbrachte: ⟨𝼍 𝼎 𝼏 𝼌⟩ für nasales ⟨ʇ ʖ ʗ 𝼋⟩.
Doke und Beach kennzeichneten beide aspirierte Klicklaute mit einem nachgestellten h ⟨ʇh ʗh ʖh 𝼋h⟩, und die (nasalierten) glottalisierten Klicklaute mit dem nachgestellten Zeichen für einen „glottal stop“ ⟨ʇʔ ʗʔ ʖʔ 𝼋ʔ⟩. Beach schrieb außerdem die „affricate contour clicks“ mit einem nachgestellten x ⟨ʇx ʗx ʖx 𝼋x⟩.

## Entwicklung der phonetischen Transkription
Doke führte „bewundernswerte“ Experimente zur Natur der Klicklaute durch. Nichtsdestoweniger wies Bleek in seinem einflussreichen Werk über „Buschmannsprachen“ Dokes Orthografie mit theoretischen Begründungen zurück, indem er argumentierte, dass Dokes Buchstaben jeweils für zwei Laute stünden (einer Kombination des implosiven Lautes mit einem Atemausstoß, d. h. Influx und Efflux). Somit könnten in Dokes Orthografie die Klicklaute selbst nicht geschrieben werden, da diese nicht selbst als stimmlos, stimmhaft oder nasal bezeichnet werden könnten. Bleek verwendete daher auf den Lepsius-Buchstaben basierende Digraphen, wie Lepsius selbst es schon aus dem gleichen Grund getan hatte.
Ironischerweise haben Linguisten seitdem die Ko-Artikulation als in den Lepsius-Buchstaben inhärent angesehen, da der „Influx“ nie alleine stattfinden kann; daher verwenden sie die einfachen Buchstaben für die stimmlosen Klicklaute statt für eine abstrakte „Klick-Eigenschaft“, wie Bleek es tat. Nichtsdestoweniger, nachdem die Lepsius-Buchstaben Standard geworden sind (und sogar als die Doke-Buchstaben offiziell im IPA enthalten waren, wurden nur die Buchstaben für die stimmlosen Klicks aufgenommen und als konzeptuell äquivalent zu den Lepsius-Buchstaben angesehen), müssen Linguisten heute, wenn sie die herrschende Sichtweise wiedergeben wollen und IPA verwenden, auf diakritische Zeichen zurückkommen, die nicht für Nicht-Klick-Konsonanten verwendet werden.
Unten ist die Entwicklung der formellen Klicklaut-Transkription wiedergegeben, von Bleeks ko-artikulierte Konsonanten widerspiegelnden Digraphen, über als Einzelbuchstaben fungierende Ligaturen, bis zum vollständigen IPA-Gebrauch mit diakritischen Zeichen, zusammen mit der äquivalenten Behandlung von stimmlosen, stimmhaften und nasalen Nicht-Klick-Verschlusslauten [t d n] (zur Illustration).
|                                                       | Stimmlos | Stimmhaft | Nasal |
| ----------------------------------------------------- | -------- | --------- | ----- |
| Bleek, Ko-Artikulation-Betrachtungsweise              | kǂ       | ɡǂ        | ŋǂ    |
| Bleek modifiziert, vereinheitlichte Betrachtungsweise | ǂ        | ᶢǂ        | ᵑǂ    |
| IPA                                                   | ǂ        | ǂ̬         | ǂ̬̃     |

| [t] | [d] (B) | [n] |
| --- | ------- | --- |
| –   | *dt     | *nt |
| t   | *ᵈt     | *ⁿt |
| t   | t̬       | t̬̃   |

## Historische Orthografien
Verschriftete Sprachen mit Klicklauten verwenden im Allgemeinen entweder ein auf dem Lepsius-Alphabet basierendes Alphabet, mit auf den Senkrechtstrich-Buchstaben basierenden Digraphen/Trigraphen, oder auf dem Zulu-Alphabet, das auf c q x für Klicklaute basiert. Für den letzteren Fall gibt es unterschiedliche Konventionen für palatale Klicklaute. Einige Sprachen haben im Laufe der Zeit unterschiedliche Orthografien verwendet. Beispielsweise hatte Khoekhoegowab folgende Orthografien (am Beispiel der palatalen Klicklaute gezeigt):
| modern         | ǂguis | ǂa  | ǂham | ǂnu |
| Beach (1938)   | 𝼋uis  | 𝼋ʔa | 𝼋ham | 𝼋nu |
| Tindall (1858) | vɡuis | va  | vham | vnu |

Historische lateinschriftliche Orthografien bauten auf folgenden Zusammenstellungen von Buchstaben auf:
|                      | dental | alveolar | lateral | palatal                                                                               |
| -------------------- | ------ | -------- | ------- | ------------------------------------------------------------------------------------- |
| Xhosa (1834)         | c      | q        | x       | qc (nur für einzelne Wörter berichtet)                                                |
| Khoekhoegowab (1858) | c      | q        | x       | v                                                                                     |
| Juǀʼhoan (1987–1994) | c      | q        | x       | ç                                                                                     |
| Naro (seit 2001)     | c      | q        | x       | tc (als Schreibmaschinen-Variante des anfangs auch für Naro verwendeten Juǀʼhoan-„ç“) |

Es gibt zwei vorherrschende Konventionen, die Artikulationsart („Efflux“) zu schreiben, die sowohl mit Lepsius- als auch mit Zulu-Orthografien verwendet werden. Eine verwendet g für stimmhafte und x für affrikative Klicklaute, die andere verwendet d für stimmhafte und g für affrikative Klicks. Beide verwenden n for nasale Klicks, allerdings können diese Buchstaben vor oder auch nach dem Grundbuchstaben kommen. Der Einfachheit halber führt die folgende Tabelle nur die lateralen Klicks auf.
|               |            | stimmlos | stimmhaft | nasal | glottalisiert | aspiratiert | affriziert | affriziert ejektiv | stimmlos nasal | gemurmelt | gemurmelt nasal |
| ------------- | ---------- | -------- | --------- | ----- | ------------- | ----------- | ---------- | ------------------ | -------------- | --------- | --------------- |
| Zulu          | > ca. 1850 | x        | xg (A)    | xn    |               | xh          |            |                    |                |           |                 |
| Khoekhoegowab | modern     | ǁg       |           | ǁn    | ǁ             |             | ǁkh        |                    | ǁh             |           |                 |
| Khoekhoegowab | 1858       | xg (B)   | xn        | x     | xkh           | xh          |            |                    |                |           |                 |
| Naro          | > 2001     | x        | dx        | nx    | xʼ            | xh          | xg         | xgʼ                |                |           |                 |
| Juǀʼhoan      | modern     | ǁ        | gǁ        | nǁ    | ǁʼ            | ǁh          | ǁx, gǁx    | ǁk, gǁk            | ǁʼh            | gǁh       | nǁh             |
| Juǀʼhoan      | 1975       | ǁ        | gǁ        | nǁ    | ǁʼ            | ǁh          | ǁx, gǁx    | ǁxʼ, gǁxʼ          | ǁʼh            | gǁh       | nǁʼh            |
| Juǀʼhoan      | 1987       | x        | dx        | nx    | xʼ            | xh          | xg, dxg    | xgʼ, dxgʼ          | xʼh            | dxh       | nxh             |
| Hadza         | Hadza      | x        |           | nx    | xx            | xh          |            |                    |                |           |                 |
| Sandawe       | Sandawe    | x        | gx        | nx    | xʼ            | xh          |            |                    |                |           |                 |